# Zehn Plagen

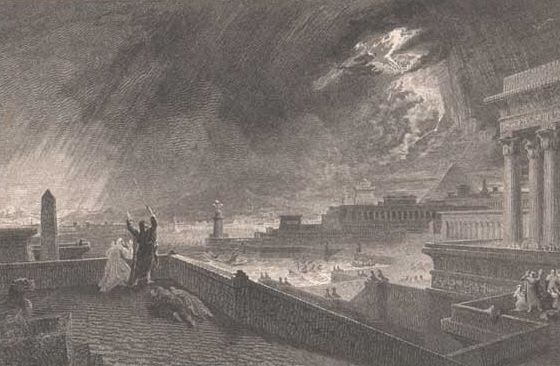
John Martin, Die 7. Plage, Kupferstich, 1828.

Die zehn biblischen Plagen (hebr. מַכּוֹת Makōt) bezeichnen eine Reihe von Katastrophen, die nach der biblischen Erzählung etwa im 13. Jahrhundert v. Chr. das Land Ägypten plagten. Historisch ist diese in der Bibel überlieferte Geschichte nicht belegt, auch wenn dies über die Datierung von Vulkanausbrüchen versucht wurde, welche als ursprünglicher Auslöser für die Plagen von mehreren Wissenschaftlern angenommen werden.
Im 2. Buch Mose des Alten Testaments, dem Exodus, wird berichtet: Nachdem Mose eine Begegnung mit seinem Gott JHWH gehabt hatte, wurden er und Aaron von diesem nach Ägypten zurückgesandt, um das Volk Israel aus der Sklaverei zu führen. Der Pharao wollte sie jedoch nicht ziehen lassen. Nach jeder Weigerung schickt JHWH eine weitere Plage. Danach zogen die Israeliten durch das Schilfmeer.

## Liste der Zehn Plagen

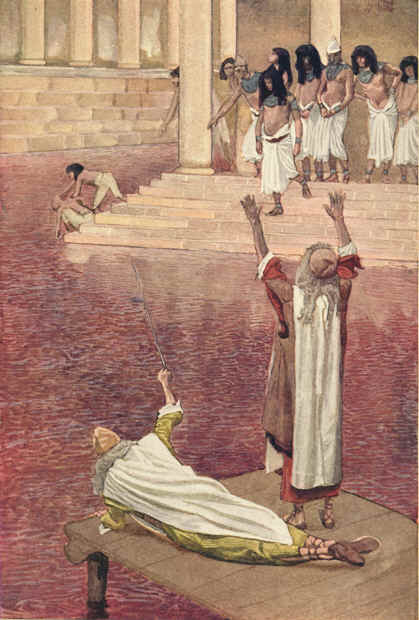
Wasser wird in Blut verwandelt, James Tissot

1. Blut (דָּם dām), Wasser wird für sieben Tage ungenießbar: „Mose und Aaron taten, wie ihnen der Herr geboten hatte, und Mose hob den Stab und schlug ins Wasser, das im Nil war, vor dem Pharao und seinen Großen. Und alles Wasser im Strom wurde in Blut verwandelt.“ (2 Mos 7,20 LUT)
2. Frösche (צְפַרְדֵּעִים ṣəfardəʕīm) wimmeln im Land: „Und der Herr sprach zu Mose: Sage Aaron: strecke deine Hand aus mit deinem Stabe über die Ströme, Kanäle und Sümpfe und lass Frösche über Ägyptenland kommen. Und Aaron streckte seine Hand aus über die Wasser in Ägypten, und es kamen Frösche herauf, so dass Ägyptenland bedeckt wurde.“ (2 Mos 8,1 LUT)
3. Stechmücken (כִּנִּים kinnim „Mücken“) plagen Mensch und Vieh: „Sie taten so, und Aaron reckte seine Hand aus mit seinem Stabe und schlug in den Staub auf der Erde. Und es kamen Mücken und setzten sich an die Menschen und an das Vieh; aller Staub der Erde ward zu Mücken in ganz Ägyptenland.“ (2 Mos 8,13 LUT)
4. Stechfliegen (עָרֹב ʕārov „Geschmeiß“, „Ungeziefer“, wahrscheinlich Hundsfliege) füllen alle Häuser: „Und der Herr sprach zu Mose: Mach dich morgen früh auf und tritt vor den Pharao, wenn er hinaus ans Wasser geht, und sage zu ihm: So spricht der Herr: Lass mein Volk ziehen, dass es mir diene; wenn nicht, siehe, so will ich Stechfliegen kommen lassen über dich, deine Großen, dein Volk und dein Haus, dass die Häuser der Ägypter und das Land, auf dem sie wohnen, voller Stechfliegen werden sollen.“ (2 Mos 8,16 LUT)
5. Viehpest (דֶּבֶר dever „Beulenpest“) tötet alle Pferde, Kamele, Rinder, Schafe: „Da sprach der Herr zu Mose: Geh hin zum Pharao und sage zu ihm: So spricht der Herr, der Gott der Hebräer: Lass mein Volk ziehen, dass sie mir dienen! Wenn du dich weigerst und sie weiter aufhältst, siehe, so wird die Hand des Herrn kommen über dein Vieh auf dem Felde, über die Pferde, Esel, Kamele, Rinder und Schafe, mit sehr schwerer Pest.“ (2 Mos 9,1 LUT)
6. Schwarze Blattern (שְׁחִין אֲבַעְבֻּעֹת פֹּרֵחַ šəḥīn ʔăvaʕəbuʕot porēaḥ „Geschwür, das Blasen schlägt“, Einheitsübersetzung: Geschwüre) befallen Mensch und Vieh: „Und sie nahmen Ruß aus dem Ofen und traten vor den Pharao, und Mose warf den Ruß in den Himmel. Da brachen auf böse Blattern an den Menschen und am Vieh, so dass die Zauberer nicht vor Mose treten konnten wegen der bösen Blattern; denn es waren an den Zauberern ebenso böse Blattern wie an allen Ägyptern.“ (2 Mos 9,10 LUT)
7. Hagel (בָּרָד bārād) tötet Mensch und Vieh, zerstört Ernte und Bäume: „Da sprach der Herr zu Mose: Recke deine Hand aus gen Himmel, dass es hagelt über ganz Ägyptenland, über Menschen, über Vieh und über alles Gewächs auf dem Felde in Ägyptenland.“ (2 Mos 9,22 LUT)
8. Heuschrecken (אַרְבֶּה ʔarbeh „Schwarm“, „Wanderheuschrecken“) bedecken das Land und fressen alles Grün: „Da sprach der Herr zu Mose: Strecke deine Hand über Ägyptenland, dass Heuschrecken auf Ägyptenland kommen und alles auffressen, was im Lande wächst, alles, was der Hagel übriggelassen hat.“ (2 Mos 10,12 LUT)
9. Finsternis (חֹשֶׁךְ ḥošex) dauert drei Tage: „Da sprach der Herr zu Mose: Recke deine Hand gen Himmel, dass eine solche Finsternis werde in Ägyptenland, dass man sie greifen kann.“ (2 Mos 10,21 LUT)
10. Tod aller Erstgeborenen (מֵת כָל־בְּכוֹר mēt kōl-bəxōr) von Mensch und Vieh: „Und Mose sprach: So spricht der Herr: Um Mitternacht will ich durch Ägyptenland gehen, und alle Erstgeburt in Ägyptenland soll sterben, vom ersten Sohn des Pharao an, der auf seinem Thron sitzt, bis zum ersten Sohn der Magd, die hinter ihrer Mühle hockt, und alle Erstgeburt unter dem Vieh.“ (2 Mos 11,4 LUT)

## Interpretation
Die Autoren beschreiben und dramatisieren mit den Plagen natürliche Vorgänge und Erfahrungen, um die Geschichte vom Auszug des Volkes Israel aus Ägypten vor einem großartigen Hintergrund zu erzählen. Dem Leser soll damit vermittelt werden, dass Gott Himmel und Erde in Bewegung setzt, um den Exodus in das Gelobte Land zu ermöglichen.

## Wissenschaftliche Theorien
Ob die Autoren viele einzelne Erfahrungen zu einem Schreckensszenario komprimierten oder das Alte Testament eine gravierende Katastrophe (etwa die Minoische Eruption, genauer mehrphasige minoische Theraeruption) beschreibt, bei der eine ökologische Kettenreaktion ablief, ist umstritten und wird verschieden interpretiert. Einige Forschungen sehen eine realistische Möglichkeit, dass zumindest die ersten neun Plagen in der dargestellten Reihenfolge aufeinander folgten.
1. Wasser: Die Rotfärbung des Wassers und das Sterben ist vielleicht auf die roten Tiden (Algenart, z. B. der Gattung Alexandrum) zurückzuführen, die zugleich solche Giftmengen produzieren können, dass es zu massivem Fischsterben und Muschelvergiftungen kommt. Siehe auch: Roter Regen in Kerala
2. Froschlurche: Der Nil war die Lebensader des ägyptischen Pharaonenreichs. Extreme Hochwasser und Dürreperioden brachten das sensible Ökosystem aber immer wieder aus dem Gleichgewicht, Sinkstoffe aus abessinischen Seen färbten den Nil rot: Der Nil wurde zu einem Seuchenherd. Noch heute lassen sich im Nil Mikroorganismen nachweisen, die Fischsterben und Stressreaktionen bei Fröschen auslösen können. Auch ein Vulkanausbruch könnte nicht nur sauren Regen, sondern auch toxische Substanzen nach Ägypten gebracht haben. Die Amphibien flohen in Scharen ans Land, wo sie bald durch Hitze und Austrocknung verendeten.
3. Stechmücken: Durch das von den Algen ausgelöste Fisch- und Amphibiensterben fand die natürliche Regulation der Stechmückenbrut nicht mehr statt. Demzufolge entwickelten sie sich im Wasser des Nils ungehindert fort und wurden dann an Land zur Plage.
4. Stechfliegen (Ungeziefer): Fliegenarten sind die Hundsfliege und Dasselfliege, die in Schwärmen das ganze Land überfallen.
5. Viehpest, die durch die Insekten und Entzündungen durch offene Stichwunden übertragen wurden.
6. Geschwüre (schwarze Blattern): Wie schon die Tiere, waren auch Menschen von dem Insektenbefall betroffen.
7. Hagel: Vulkanische Tätigkeit bringt Asche und Schwefel mit sich und verändert auch das Wettersystem. Aber auch völlig unabhängig davon kann es heute in Ägypten in den Monaten Januar und Februar zu Hagelschlag kommen. Starke Gewitter mit Hagelstürmen hinterließen eine beeindruckende Schneise der Zerstörung.
8. Heuschrecken: Heuschrecken waren und sind in den Ländern des Orients keine Seltenheit, zurück blieb nach den Heuschreckenschwärmen nur Ödland. Durch den Tod der Fische und Amphibien konnten auch sie sich ungehindert vermehren.
9. Finsternis: Die Finsternis wurde durch vulkanische Asche, einen Glutwind oder einen dramatischen Sandsturm hervorgerufen. Auch Heuschreckenschwärme verdunkeln den Himmel.
10. Erstgeborene: Forscher sahen in der Plage lange ein religiöses Symbol: Die Erstgeburt alles Bösen soll mit Stumpf und Stiel ausgerottet werden – eine Floskel, die auch im Nilland seit Alters her bekannt war. Mitte der 1990er Jahre veröffentlichte der Epidemiologe des New York City Department of Health, John S. Marr, zusammen mit seinem Fachkollegen Curtis Malloy eine Hypothese, wonach sich die Todesfälle aus den Essgewohnheiten jener Zeit herleiten ließen. Demnach bekam der erstgeborene Sohn immer die erste und größte Mahlzeit vor den anderen Geschwistern, so auch das erstgeborene Tier, das in der Regel das dominante war. Durch die vorhergehende Katastrophe hätte sich ein Schimmelpilz (Aspergillus flavus, Stachybotrys atra oder Mutterkorn) im durchfeuchteten Getreide, das wegen der geringen Sonneneinstrahlung nicht durchtrocknen konnte, vor allem an der Oberfläche der damals in Krügen aufbewahrten Lebensmittel gebildet haben können, dessen toxische Stoffwechselprodukte, die sogenannte Makrozyklischen Trichothecene, eine tödliche Immunantwort in dem betroffenen Kind oder Tier ausgelöst haben könnte.[5][6] Weil die Israeliten feste Regeln für Nahrungsmittelhygiene in ihrem Passahmahl gehabt hätten, zu denen als wichtiger Teil auch ungesäuertes Brot gehörte, wären sie kaum bis gar nicht von der Vergiftung betroffen gewesen.

### Ausbruch des Vulkans Thera
Eine mögliche Ursache, die alle Plagen erklären könnte, ist der Ausbruch des Vulkans Thera auf der Insel Santorin im 17. oder 16. Jahrhundert v. Chr. Der Zeitpunkt des Vulkanausbruchs wird unterschiedlich datiert (siehe auch Tabelle Datierung der Minoischen Eruption), einige neuere 14C-Datierungen sprechen wiederum für die Jahre 1620 bis 1600 v. Chr. (entspricht der mittleren Bronzezeit, 2000 bis 1550 v. Chr.): Die 2006 gelungene Radiokohlenstoffdatierung des Astes eines vom Vulkanauswurf begrabenen Olivenbaums auf Thera, der im November 2002 in der Bimsschicht der Insel gefunden wurde, ergab ein Alter von 1613 v. Chr. ± 13 Jahre.
Damals wurde eine Wolke mit Bims und anderem Auswurfmaterial im östlichen Mittelmeerraum verteilt. Demnach könnte eine Kettenreaktion wie folgt abgelaufen sein:
1. Wasser: Roter Bimsstaub aus der ersten Eruptionsphase wird nach Ägypten getragen, färbt das Wasser rot und verdirbt es.
2. Frösche: Da das Wasser verdorben ist, müssen die Frösche den Fluss verlassen.
3. Stechmücken: Dadurch, dass die Tiere im Nil tot sind, haben die Stechmückenlarven keine Feinde mehr.
4. Stechfliegen (Ungeziefer): Die Fliegen können ihre Eier auf die toten Frösche ablegen und sich somit vermehren.
5. Viehpest: Vermutlich entstand es durch den Genuss von verdorbenem Nilwasser.
6. Geschwüre (schwarze Blattern): Entstand durch das verdorbene Nilwasser oder durch die Vermehrung von Insekten, welche Krankheiten übertrugen.
7. Hagel: Der Vulkanausbruch bringt Asche und Schwefel mit sich und verändert auch so das Wettersystem.
8. Heuschrecken: Vielleicht Zufall, vielleicht wurden die Heuschrecken auch durch Vulkanasche dazu gezwungen, zu wandern, und fraßen am Ende alles.
9. Finsternis: Die Finsternis wurde vielleicht durch vulkanische Asche erzeugt.
10. Erstgeborene: Vergiftung des Getreides durch Mutterkorn. Durch die Vorrangstellung der Erstgeborenen und gleichzeitigen Mangel an Nahrung aßen diese möglicherweise mehr von dem vergifteten Getreide als rangniedrigere Familienmitglieder.

Im Rahmen der wissenschaftlichen Forschung (siehe auch Historische Exodus-Forschung) werden zum Beispiel auch ägyptische Tempelinschriften über die Seevölkerinvasionen um 1200 v. Chr. herangezogen. Dabei werden neben dem Vulkanausbruch weitere Ursachen für die beschriebene biblische Katastrophe für möglich gehalten. Insbesondere der Pastor Jürgen Spanuth und der Archäologe Eberhard Zangger untersuchten entsprechende Hypothesen.

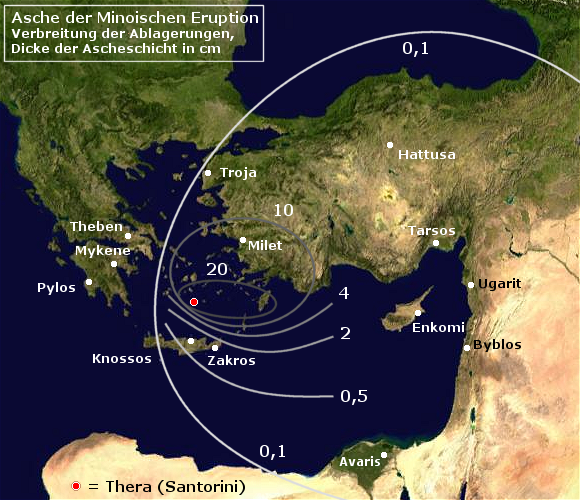
Verteilungszonen von vulkanischen Materials während der Eruption der Thera.

## Darstellung in der Kunst

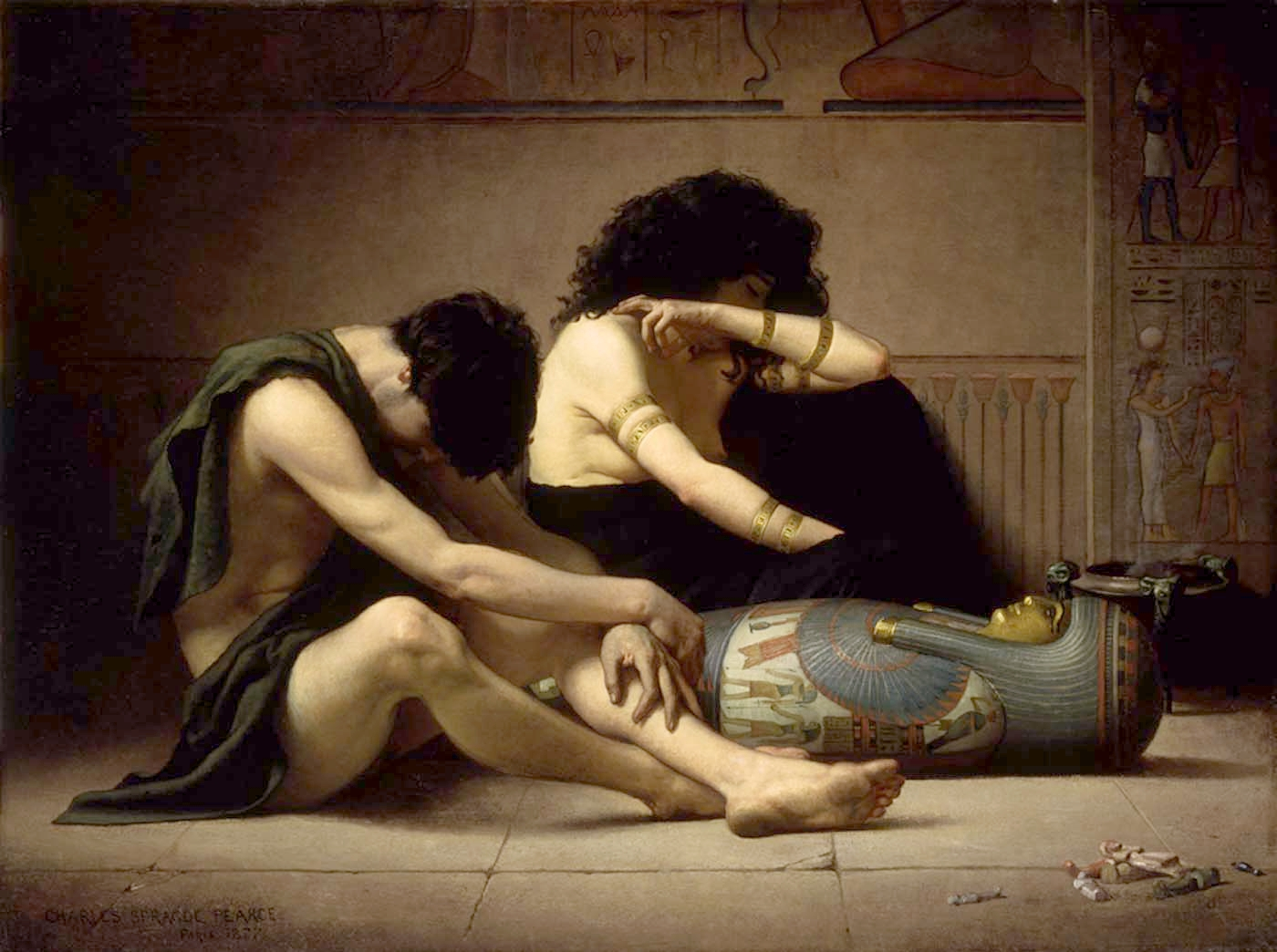
Wehklage über dem Sarg des Erstgeborenen am Hof des Pharao, Gemälde von Charles Sprague Pearce, 1877

Théophile Gautier beschrieb 1858 in seinem Buch Der Roman der Mumie die Entdeckung einer Mumie, die eine Rolle mit Hieroglyphen in der Hand trägt. Diese Hieroglyphen erzählten die Lebensgeschichte der Mumie, vom Leben einer bildhübschen Frau, die am Lebensende zu einer Mumie einbalsamiert wurde. Als junge Frau hatte sie die biblischen zehn Plagen miterlebt.
Jakob Steinhardt schuf 1921 in kleiner Auflage jeweils zehn Holzschnitte auf Japanpapier mit dem Titel Die zehn Plagen.
Im Film Die Mumie heißt es, wenn Imhotep wiedererweckt wird, werde er die zehn Plagen über das Land bringen. Seine Wiedererweckung der Mumie bringt schließlich folgende Plagen mit sich:
- Heuschrecken (hier: nachdem die Mumie erweckt worden ist)
- Wasser, welches zu Blut wird (hier: die Getränke in einer Bar und das Wasser eines Zimmerbrunnens)
- Stechfliegen
- Geschwüre (hier: die „Armee“ der Mumie)
- Hagel (hier: vermutlich ein Kometen- oder Feuer-Hagel)
- Dunkelheit (hier: eine Sonnenfinsternis)

Georg Friedrich Händel verarbeitet die zehn Plagen im zweiten Teil seines Oratoriums Israel in Egypt.
In dem Film Das Schreckenskabinett des Dr. Phibes mit Vincent Price rächt sich dieser mit den Plagen an den Ärzten, die er für den Tod seiner Frau verantwortlich macht.
Der Film Magnolia endet mit einem Schauer aus Fröschen.
Das englische Label 4AD veröffentlichte 2006 eine Compilation mit zehn Songs, die die Plagen thematisieren, mit Künstlern wie Scott Walker, Imogen Heap oder Rufus Wainwright.
Der Film The Reaping beinhaltet die zehn Plagen als Hauptthema. Die kleine Stadt Haven wird von allen Plagen heimgesucht, und die Schuld wird einem kleinen Mädchen gegeben. Der Film bietet eine gute Visualisierung der Plagen, obwohl diese hier nicht in der korrekten Reihenfolge auftreten.
Im Film Exodus: Götter und Könige werden die von Gott verursachten Plagen von einem Berater des Pharao Ramses II. mit fast denselben Theorien erklärt, die im obigen Abschnitt „Wissenschaftliche Theorien“ zusammengefasst sind.
Das Lied „Creeping Death“ der Metalband Metallica thematisiert den Auszug aus Ägypten und die damit verbundenen zehn Plagen. Wörtlich erwähnt werden die erste, die sechste, die siebte, die neunte und die zehnte Plage.
In dem im 19. Jahrhundert belegten Negro Spiritual When Israel was in Egypt’s land droht Moses dem Pharao mit der zehnten Plage, dem Tode aller Erstgeborenen, sollte er das Volk Gottes nicht ziehen lassen.